# Acacia sublanata
Acacia sublanata é uma espécie de leguminosa do gênero Acacia, pertencente à família Fabaceae.